# ニーナのすべて
『ニーナのすべて』（原題:All About Nina）は2018年に公開されたアメリカ合衆国のロマンティック・コメディ映画である。監督はエヴァ・ヴィヴェス、主演はメアリー・エリザベス・ウィンステッドが務めた。本作はヴィヴェスの長編映画監督デビュー作となった。
本作は日本国内で劇場公開されなかったが、Netflixによる配信が行われている。

## 概略
ニーナ・ゲルドは天性のコメディエンヌであり、舞台に上がれば誰よりも観客を笑わせることができた。ニーナはキャリアの飛躍を狙ってロサンゼルスに移住することにしたが、引っ越しを決めた理由はもう一つあった。実は、ニーナは過去の恋愛で散々な目に遭っており、そうした過去を忘れ、新しい場所で再スタートを切ろうとしていたのである。しばらくして、ニーナは魅力的な男性（レイフ）と出会い、徐々に親しくなっていった。しかし、過去の嫌な思い出はそう簡単に忘れられるものではなく、新しい恋を始めようとするニーナを苦しめるのだった。

## キャスト
- ニーナ・ゲルド：メアリー・エリザベス・ウィンステッド
- レイフ・ハインズ：コモン
- ラリー・マイケルズ：ボー・ブリッジス
- レイク：ケイト・デル・カスティーリョ
- ジョー：チェイス・クロフォード
- ポーラ：クレア・デュヴァル
- マイク：ジェイ・モーア
- シー：アンドリュー・カイ
- グロリア：メロニー・ディアス
- デブラ：カムリン・マンハイム
- エイミー：ミンディ・スターリング
- キャリー：アンジェリーク・カブラル
- レスリー：ニコール・バイヤー
- マリア：ケイト・フリードマン
- ミカ：ラモーナ・ヤング
- レイ：ヴィクター・ラサック
- マリファナを吸う女性：ソノヤ・ミズノ
- カーメラ：シャーロット・ニューハウス
- カイル：アレックス・ルイス

## 製作
2017年10月17日、本作の主要キャストが発表された。2018年9月28日、本作のテーマソング『Nina’s Theme』がシングルとして発売された。

## マーケティング・興行収入
2018年4月22日、本作はトライベッカ映画祭でプレミア上映された。5月15日、ジ・オーチャードが本作の全米配給権を獲得したと報じられた。8月14日、本作のオフィシャル・トレイラーが公開された。9月28日、本作は全米4館で限定公開され、公開初週末に2万6468ドル（1館当たり6617ドル）を稼ぎだし、週末興行収入ランキング初登場62位となった。

## 評価
本作は批評家から高く評価されている。映画批評集積サイトのRotten Tomatoesには57件のレビューがあり、批評家支持率は87%、平均点は10点満点で6.9点となっている。サイト側による批評家の見解の要約は「メアリー・エリザベス・ウィンステッドは素晴らしい演技を披露しており、エヴァ・ヴィヴェス監督は種々の要素を見事にまとめ上げている。そのお陰で、『ニーナのすべて』は粋なコメディドラマに仕上がっている。」となっている。また、Metacriticには17件のレビューがあり、加重平均値は70/100となっている。